# Східні ободрити
Східні ободрити (англ. Praedenecenti) — слов'янське плем'я, яке жило в древній Дакії, на території сучасної Болгарії. Вперше згадуються в 818 році, коли ободрити прийшли з першим посольством до короля франків Людовіка Першого. В 822 році ободрити провели зустріч з королем Людовіком в Аахені. В 824 році попросили короля Людовіка захисту від болгарів. Згадуються східні ободрити Баварським географом, у них тоді було 100 міст.